# REACH IT
REACH IT – system informatyczny mający za zadanie umożliwić wszystkim zainteresowanym stronom (Europejskiej Agencji Chemikaliów, Komisji Europejskiej, Właściwym organom Państw Członkowskich UE, przemysłowi, organizacjom pozarządowym i społeczeństwu) gromadzić, wymieniać, przedkładać (dokumentację rejestracyjną przygotowaną w IUCLID), oceniać, przetwarzać i przeglądać informacje dotyczące substancji chemicznych w ramach rozporządzenia REACH.